# Tumbler Ridge Airport
Tumbler Ridge Airport är en flygplats i Kanada.   Den ligger i provinsen British Columbia, i den centrala delen av landet, 3 300 km väster om huvudstaden Ottawa. Tumbler Ridge Airport ligger 930 meter över havet.
Terrängen runt Tumbler Ridge Airport är huvudsakligen kuperad, men den allra närmaste omgivningen är platt. Trakten runt Tumbler Ridge Airport är nära nog obefolkad, med mindre än två invånare per kvadratkilometer.. Närmaste större samhälle är Tumbler Ridge, 12,1 km norr om Tumbler Ridge Airport.
I omgivningarna runt Tumbler Ridge Airport växer i huvudsak barrskog.